# James Hanson (rugbista)
James Hanson (Brisbane, 15 settembre 1988) è un rugbista a 15 australiano che gioca come tallonatore per i Rebels.

## Biografia
La prima esperienza professionistica Hanson la ebbe con la maglia dei Melbourne Rebels allora militanti nell'Australian Rugby Championship. Nel 2009 si legò professionalmente ai Reds, ma dovette aspettare l'annata 2010 per debuttare nel Super Rugby. Dopo sette stagioni trascorse nei Reds ed un campionato conquistato nel 2011, Hanson, nel 2016, firmò un contratto biennale con i Melbourne Rebels. Dal 2014 disputò anche tre stagioni del National Rugby Championship con tre squadre diverse e lo vinse, proprio il primo anno, con la maglia di Brisbane City.
Il debutto di Hanson con l'Australia avvenne nel 2012 nella sfida contro la Nuova Zelanda valida per l'assegnazione della Bledisloe Cup. Successivamente disputò quattro incontri del The Rugby Championship 2014 e fu convocato per il tour europeo della nazionale australiana in cui giocò tutte le partite. Nonostante la sua presenza in campo, nel settembre 2015, nella partita contro gli Stati Uniti in preparazione alla Coppa del Mondo di rugby 2015, Hanson non fu convocato per disputare il torneo. Dopo la frattura del braccio subita da Tatafu Polota-Nau, Hanson ritornò nella selezione australiana per il The Rugby Championship 2016, di cui giocò la partita dell'ultima giornata del torneo contro l'Argentina e successivamente prese parte all'incontro, valevole per la Bledisloe Cup, contro gli All Blacks.

## Palmarès
- Super Rugby: 1
Reds: 2011
- National Rugby Championship: 1
Brisbane City: 2014